# Kim Kyung-won
Kim Kyung-won (ur. 25 kwietnia 1974) – południowokoreański zapaśnik w stylu wolnym. Zajął 15 miejsce na mistrzostwach świata w 1995. Brązowy medalista mistrzostw Azji w 1995 roku.